# Rescene
 (mai 2024).
La mise en forme du texte ne suit pas les recommandations de Wikipédia : il faut le « wikifier ».
Les points d'amélioration suivants sont les cas les plus fréquents. Le détail des points à revoir est peut-être précisé sur la page de discussion.
- Les titres sont pré-formatés par le logiciel. Ils ne sont ni en capitales, ni en gras.
- Le texte ne doit pas être écrit en capitales (les noms de famille non plus), ni en gras, ni en italique, ni en « petit »…
- Le gras n'est utilisé que pour surligner le titre de l'article dans l'introduction, une seule fois.
- L'italique est rarement utilisé : mots en langue étrangère, titres d'œuvres, noms de bateaux, etc.
- Les citations ne sont pas en italique mais en corps de texte normal. Elles sont entourées par des guillemets français : « et ».
- Les listes à puces sont à éviter, des paragraphes rédigés étant largement préférés. Les tableaux sont à réserver à la présentation de données structurées (résultats, etc.).
- Les appels de note de bas de page (petits chiffres en exposant, introduits par l'outil «  Source ») sont à placer entre la fin de phrase et le point final[comme ça].
- Les liens internes (vers d'autres articles de Wikipédia) sont à choisir avec parcimonie. Créez des liens vers des articles approfondissant le sujet. Les termes génériques sans rapport avec le sujet sont à éviter, ainsi que les répétitions de liens vers un même terme.
- Les liens externes sont à placer uniquement dans une section « Liens externes », à la fin de l'article. Ces liens sont à choisir avec parcimonie suivant les règles définies. Si un lien sert de source à l'article, son insertion dans le texte est à faire par les notes de bas de page.
- La présentation des références doit suivre les conventions bibliographiques. Il est recommandé d'utiliser les modèles {{Ouvrage}}, {{Chapitre}}, {{Article}}, {{Lien web}} et/ou {{Bibliographie}}. Le mode d'édition visuel peut mettre en forme automatiquement les références.
- Insérer une infobox (cadre d'informations à droite) n'est pas obligatoire pour parachever la mise en page.

Pour une aide détaillée, merci de consulter Aide:Wikification.
Si vous pensez que ces points ont été résolus, vous pouvez retirer ce bandeau et améliorer la mise en forme d'un autre article.
 (mai 2024).
Rescene (en coréen : 리센느 ; RR : Risenneu) est un groupe de femmes sud-coréen formé par Muze Entertainment. Le groupe est composé de cinq membres : Woni, Liv, Minami, Zena et May. Il fait ses débuts le 26 mars 2024 avec le single « Yoyo » et l'album Re:Scene.

## Nom
Le nom du groupe, Rescene, est une combinaison du préfixe re- avec les mots "scene" ("scène" en français) et scent ("effluve" ou "parfum" en français). Son concept s'inspire des mots : « se remémorer un moment/une scène à travers un parfum. Comme un effluve suspendu dans le temps une fois senti, la musique de Rescene restera à jamais imprégnée dans le coeur de ses auditeurs".»

## Histoire

### 2024-présent: introduction et débuts avecRe:Scene
En février 2024, Muze Entertainment annonce les débuts du groupe Rescene, le premier girl group de l'agence. Il est composé de  Woni, Minami, Liv, Zena et May,. Minami a été finaliste de l'émission de MBC My Teenage Girl en 2021, tandis que Zena a participé à l'émission de Channel A Stars Awakening en 2022. Elle a travaillé comme modèle pour le girl group virtuel Mave, lorsqu'elle était encore au collège.
Le premier single de Rescene, "Yoyo", sort le 29 février 2024. Le 26 mars 2024, le groupe présente son premier single album: Re:Scene, comprenant "YoYo" ainsi que le single "UhUh", accompagné d'un MV.
Le 27 août, le groupe sort son premier EP nommé Scenedrome.
Le 4 décembre 2024, le groupe sort la version japonaise de "UhUh". Le 19 décembre 2024, les Grammy Awards ajoutent le single "Love Attack" dans la liste des meilleurs titres K-pop de l'année 2024. 
Le 5 février 2025, le groupe sort son second EP "Glow Up".

## Membres
| Nom de scène | Nom de scène | Nom de naissance | Nom de naissance | Date de naissance | Nationalité  |
| Romanisé     | Coréen       | Romanisé         | Cor./jap./chi    | Date de naissance | Nationalité  |
| ------------ | ------------ | ---------------- | ---------------- | ----------------- | ------------ |
| Woni         | 원이         | Jeong Woni       | 정원이           | 25 mai 2004       | Sud-coréenne |
| Liv          | 리브         | Jin Kyungeun     | 진경은           | 11 octobre 2006   | Sud-coréenne |
| Minami       | 미나미       | Ito Minami       | 伊藤 南          | 29 novembre 2006  | Japonaise    |
| May          | 메이         | Lee Yebin        | 이예빈           | 19 août 2008      | Sud-coréenne |
| Zena         | 제나         | Kim Gayoung      | 김가영           | 27 novembre 2008  | Sud-coréenne |

## Discographie

### EP
| Titre      | Détails                                                 | Classement | Ventes  |
| Titre      | Détails                                                 | COR        | Ventes  |
| ---------- | ------------------------------------------------------- | ---------- | ------- |
| Scenedrome | - Sortie : 27 août 2024 - Label: The Muze Entertainment | 12         | À venir |

### Single album
| Titre    | Détails                                                 | Classement | Ventes                 |
| Titre    | Détails                                                 | COR        | Ventes                 |
| -------- | ------------------------------------------------------- | ---------- | ---------------------- |
| Re:Scene | - Sortie : 26 mars 2024 - Label: The Muze Entertainment | 15         | - COR : plus de 33 000 |

### Singles
| Année                                                            | Titre       | Meilleures positions | Album      |
| Année                                                            | Titre       | COR                  | Album      |
| ---------------------------------------------------------------- | ----------- | -------------------- | ---------- |
| 2024                                                             | Yoyo        | —                    | Re:Scene   |
| 2024                                                             | Uhuh        | —                    | Re:Scene   |
| 2024                                                             | Love attack | 122                  | Scenedrome |
| "—" signifie que le titre ne s'est pas classé dans cette région. |             |                      |            |